# Abbaye de La Pommeraie
L'abbaye de La Pommeraie ou de La Pommeraye, puis abbaye Notre-Dame-les-Sens, est une ancienne abbaye féminine bénédictine située dans la commune de La Chapelle-sur-Oreuse, près de l'Oreuse, dans le diocèse de Sens. Elle est à environ dix kilomètres au Sens.

## Fondation
L'abbaye de La Pommeraie est fondée en 1151 ou un peu après par la comtesse de Champagne Mathilde de Carinthie, probablement après son veuvage, et Héloïse, abbesse du Paraclet. Cette fondation est par la suite validée par l'archevêque de Sens Hugues de Toucy.
À sa mort en 1160, la comtesse Mathilde, future grand-mère de Philippe-Auguste, est inhumée dans l'église de cette abbaye.

## Décadence et déménagement
Après les ravages causés par les guerres de Religion, le nombre de sœurs ne cesse de diminuer et au début du XVIIe siècle il ne reste plus que trois professes et une novice. Avec l'accord du pape et de l’archevêque de Sens, l'abbaye est alors transférée dans les faubourgs de Sens en 1659, les anciens bâtiments devenant alors une simple ferme. Elles habitent d'abord dans une maison particulière de la ville pendant qu'un monastère de leur ordre à l'est du faubourg Saint-Antoine est restauré. L'abbaye est à partir de là nommée abbaye Notre-Dame-les-Sens.
Elles y prospèrent alors jusqu'à la Révolution française et en 1793 l'abbaye est saisie comme bien national.

## Liste des abbesses
- 1151-1171 : Gertrude, ancienne moniale du Paraclet, première abbesse de la Pommeraie, prieuré élevé au rang d'abbaye fille
- 1171-1214 : Émeline
- 1223-1244 : Adeline
- 1244-1245 : Jeanne
- 1250-1258 : Agnès (de Serbonnes?), ancienne moniale de Sainte-Marie d’Auxerre
- 1270-1284 : Margueritte Dubois
- 1284-1298 : Marie de Couvillon
- 1340-1361 : Marie
- 1361-? : Jeanne de Cousanges
- ?-1404 : Poncette La Coquelette
- 1404-1440 : Isabelle Duchâtel (l'abbaye est désertée à cause des guerres de religion, les moniales se réfugient à Sens)
- 1442-1462 : Philippe de Servari
- 1484-1509 : Louise de Monthieux
- 1510-1543 : Jeanne de Monthieux
- 1544-1547 : Avia de Monthieux
- 1547-1550 : Louise de Bouvron
- 1550-1553 : Marie Hervet
- 1559-1564 : Madeleine Rivière
- Fermeture de Notre-Dame de la Pommeraie, transformée en ferme, et transfert définitif de l'ensemble des moniales à Sens.
- 1576-1578 : Antoinette de Chastenay
- 1584-1630 : Françoise de Harlay, cousine du chef de la Ligue pour le district de Sens, Jacques de Harlay
- 1630-1668 : Bathilde de Harlay, fille d’Achille de Harlay (1584†1657), ambassadeur du duc de Lorraine, sœur d’Élisabeth Marguerite de Harlay, abbesse de Port Royal, et de François III de Harlay
- 1668-1706 : Louise de Harlay
- 1706-1726 : Charlette de Perrien de Crenan, moniale du Lys en 1671, arrivée à la Pommeraie en 1695
- 1726-1792 : Louise Isabelle Sophie de Vallois de Villette